# Scott Bitsindou
Romeni Scott Bitsindou (Bruxelles, 11 maggio 1996) è un calciatore congolese (Repubblica del Congo), centrocampista dell'Heist.

## Caratteristiche tecniche
È un centrocampista difensivo.

## Carriera

### Nazionale
Ha giocato nella nazionale congolese Under-20.
Il 2 settembre 2021 debutta con la nazionale maggiore nel match di qualificazione per i Mondiali pareggiato 1-1 contro la Namibia.